# Patrocloides sputator
Patrocloides sputator är en stekelart som först beskrevs av Fabricius 1793.  Patrocloides sputator ingår i släktet Patrocloides och familjen brokparasitsteklar. Utöver nominatformen finns också underarten P. s. nigromaculatus.